# Ormyrus hegeli
Ormyrus hegeli är en stekelart som först beskrevs av Girault 1917.  Ormyrus hegeli ingår i släktet Ormyrus och familjen kägelglanssteklar. Inga underarter finns listade i Catalogue of Life.